# Xylopteryx arcuata
Xylopteryx arcuata är en fjärilsart som beskrevs av Walker 1862. Xylopteryx arcuata ingår i släktet Xylopteryx och familjen mätare. Inga underarter finns listade i Catalogue of Life.

## Bildgalleri

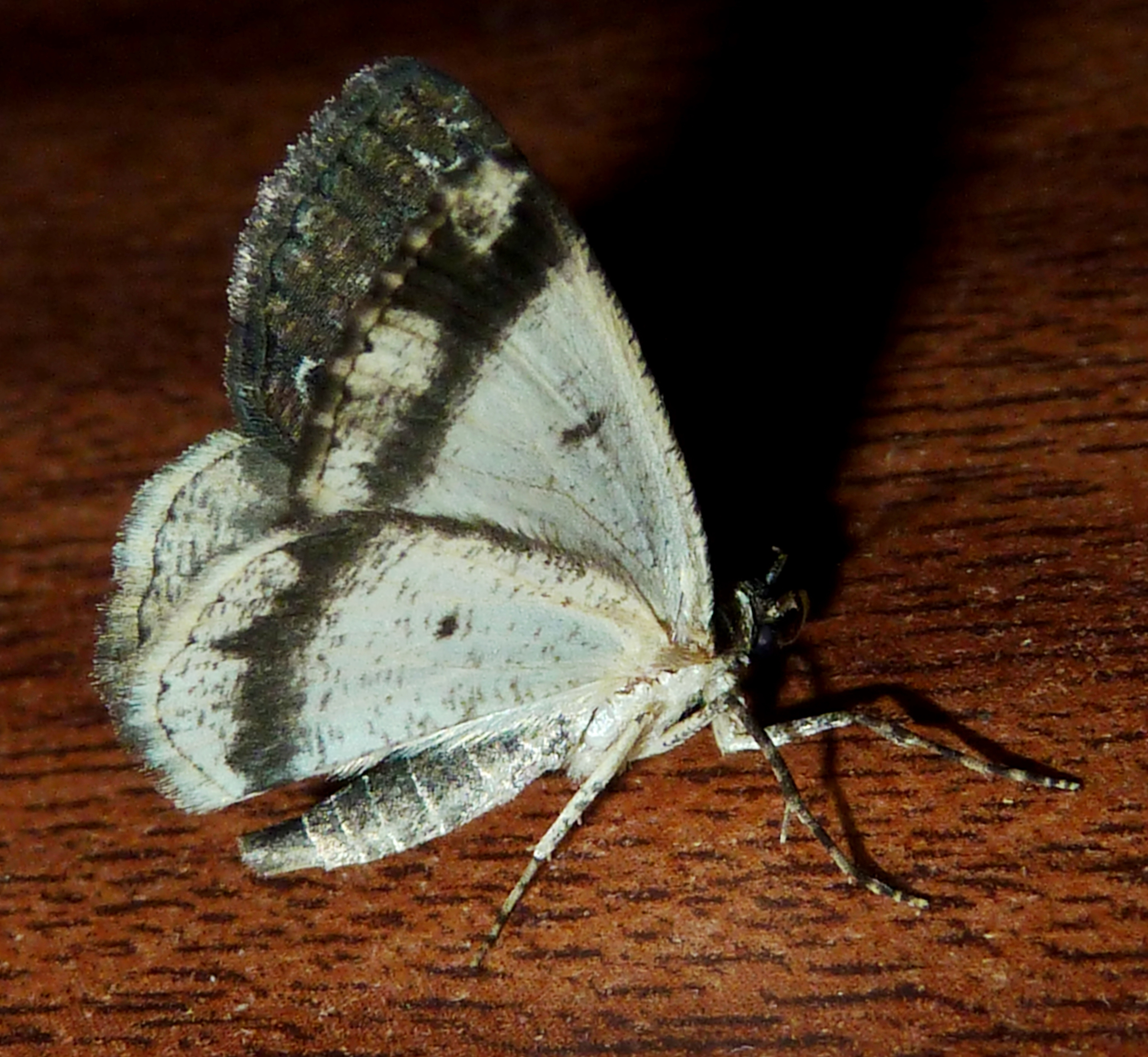
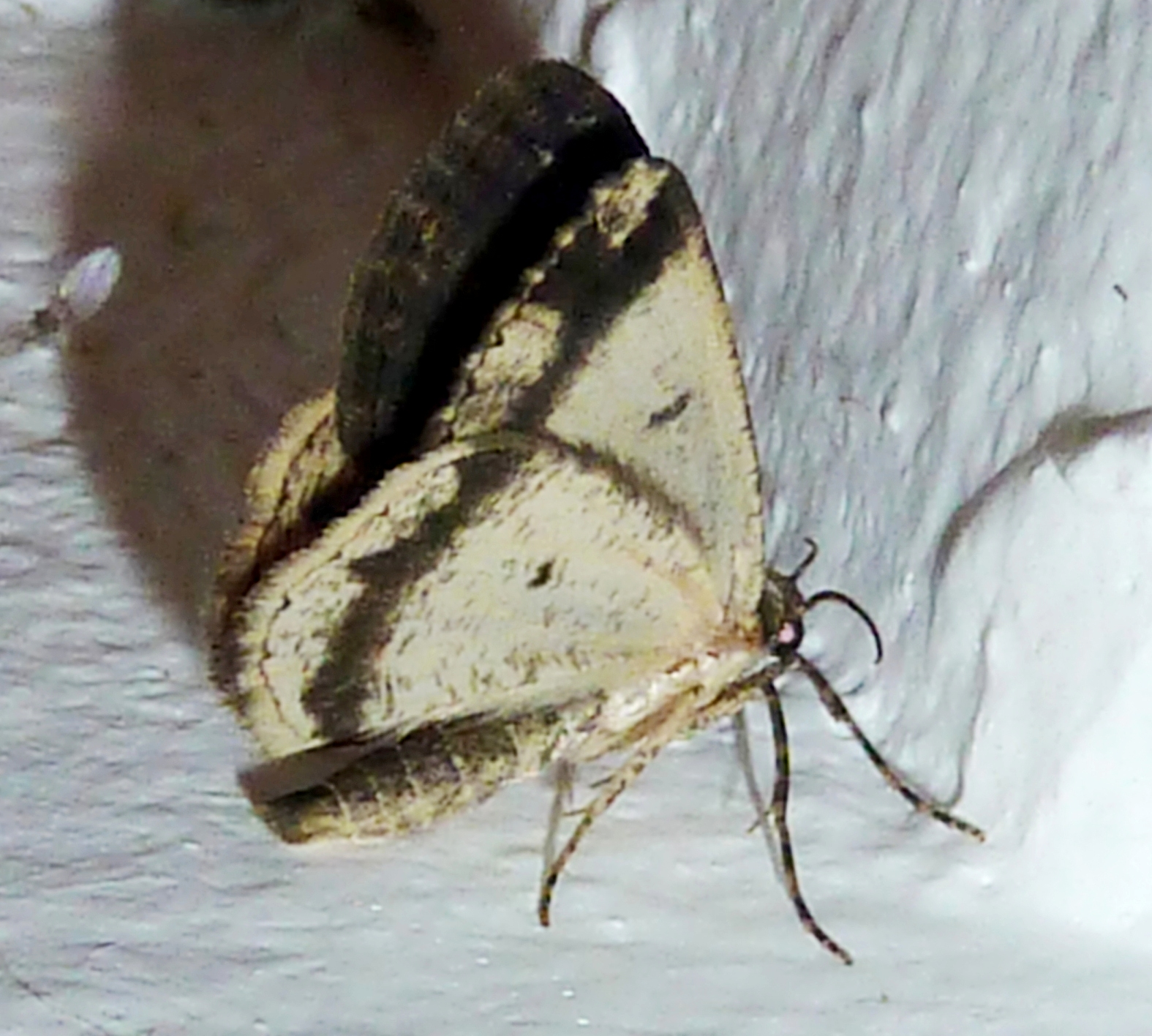